# Nematus stichi
Nematus stichi är en stekelart som först beskrevs av Eduard Enslin 1913.  Nematus stichi ingår i släktet Nematus, och familjen bladsteklar. Arten är reproducerande i Sverige.